# Giovanni Carafa
Pour les articles homonymes, voir Carafa.
Pour les autres membres de la famille, voir Famille Carafa.
Giovanni Carafa (? - mort le 5 mars 1561), duc de Paliano, était un neveu du pape Paul IV et un prince italien.

## Biographie
Fils de Giovanni Alfonso Carafa, comte de Montorio, et de Caterina Cantelma, Giovanni vint au pouvoir avec ses frères Carlo et Antonio quand leur oncle, le cardinal Giovanni Pietro Carafa, fut élu pape sous le nom de Paul IV en mai 1555. Carlo devint le plus puissant des trois en tant que cardinal-neveu, pendant que Giovanni entrait dans l'armée pontificale comme Capitaine général de l'Église. Il fut fait duc de Paliano après que les forces papales eurent expulsé de cette ville les Colonna pro-espagnols en 1556. Après que les Espagnols eurent repris Paliano en 1558, Carlo essaya sans succès de plaider la cause de Giovanni auprès du roi Philippe II pour lui faire obtenir le duché de Bari.
Les neveux Carafa étaient notoirement connus pour leur corruption et leur vénalité. Dans un incident haut en couleur, rapporté par des diplomates vénitiens, le duc fut envoyé par son oncle pour rattraper deux courtisanes qui s'étaient enfuies de Rome en décembre 1558. Giovanni fit bien savoir qu'il n'avait eu aucun intérêt personnel dans cette mission : c'est son frère qui aimait les femmes, pas lui.
Après l'échec de la guerre du pape contre l'Espagne en 1558, leur notoriété devint un handicap et ils furent tenus pour responsables de cet échec, ce qui leur valut d’être bannis de Rome le 27 janvier 1559. Paul IV mourut en août de la même année et Giovanni et Carlo furent mis en jugement par le nouveau pape, Pie IV, en juillet 1560. Le jugement fut rendu en mars 1561 où, conformément aux ordres du pape, dûment cachetés, les frères furent exécutés. Carlo, en sa qualité de cardinal, fut étranglé, alors que, deux jours plus tard, Giovanni fut décapité en même temps que deux compagnons. La sentence fut cassée sous le pape suivant, Pie V, en 1567, après une requête de leur frère survivant et leur accusateur fut exécuté pour avoir trompé Pie IV.
Le duc était marié à Violante di Cardona, une aristocrate d'origine espagnole. Il l'assassina le 28 août 1559 sur un soupçon d'infidélité. L'affaire est racontée dans la nouvelle de Stendhal, La Duchesse de Paliano. Le meurtre de sa femme était une des accusations portées contre le duc lors de son procès, en même temps que des crimes contre des partisans des Colonna.
Son fils, avec un cousin, fut retenu comme otage à la cour d'Henri II pour servir de caution au cours des négociations diplomatiques avec Paul IV.

## Sources
- (en) Cet article est partiellement ou en totalité issu de l’article de Wikipédia en anglais intitulé « Giovanni Carafa, Duke of Paliano » (voir la liste des auteurs).